# PZL.37 Łoś
El PZL.37 Łoś ("Alce" en polaco) fue un bombardero medio bimotor polaco diseñado y producido por la compañía Państwowe Zakłady Lotnicze (PZL) y, utilizado durante la Segunda Guerra Mundial siendo el primer avión polaco con tren de aterrizaje retráctil.

## Historia y desarrollo
Cuando estalló la Segunda Guerra Mundial, el PZL.37 Łoś no era solamente uno de los más avanzados aviones de bombardeo producidos por la industria polaca hasta la fecha, sino también el único avión en servicio en las Fuerzas Aéreas de Polonia que merecía el calificativo de diseño moderno.
Durante las décadas de 1920 y 1930, algunos funcionarios dentro de Polonia estaban interesados en el establecimiento de una fuerza de bombarderos, en algunos casos por su valor de prestigio más que por su estricto valor militar. En 1928 el Departamento de Aeronáutica ordenó a la compañía nacionalizada polaca Państwowe Zakłady Lotnicze (PZL o establecimientos nacionales de aviación) que se preparara para el desarrollo de un bombardero pesado multimotor; se requirió que alcanzara velocidades de más de 360 km/h (que era más que el rendimiento de los cazas PZL P.7), que tuviera una autonomía máxima de aproximadamente 3000 km (con una pequeña carga de bombas) y transportara una carga máxima de 2500 kg de bombas. Tanto PZL como fábricas privadas presentaron numerosas propuestas y estudios de diseño, pero el departamento no aprobó ninguna de ellas para su posterior desarrollo. A pesar de no haber sido aprobados para un mayor desarrollo, PLZ decidió continuar refinando de forma independiente sus diseños para un bombardero nocturno multimotor. Estos estudios, dirigidos por el ingeniero aeronáutico Wladyslaw Zalewski, desarrollaron un concepto avanzado, conocido como el PLZ.3, para un bombardero monoplano de ala baja de estructura totalmente metálica y tren de aterrizaje retráctil, propulsado por cuatro motores radiales Bristol Jupiter posicionados en pares en tándem, hélices de paso variable y armados con un par de torretas montadas lateralmente además de una carga interna de bombas de 3000 kg. Sin embargo, durante el mes de diciembre de 1930, todo el trabajo sobre este concepto fue abandonado como una medida de economía y la construcción de un prototipo fue abandonada.
La siguiente propuesta de PZL fue una variante de bombardeo basada del transporte civil PZL.30 que, al no haber conseguido compradores, fue convertido por PZL en un prototipo de bombardero; este modelo sería más tarde desarrollado por la compañía LWS (Lubelska Wytwórnia Samolotów) con un segundo prototipo bajo la denominación LWS-4 y puesto en producción como LWS-6 Żubr . Fueron estudiados otros proyectos por el Departamento de Aeronáutica; el más prometedor se consideró que era el realizado por el ingeniero aeronáutico Jerzy Dąbrowski, quien había presentado las propuestas iniciales que conducirán al PZL.37 durante la primavera de 1934 y que fue presentado al departamento en julio. El concepto era de un bombardero monoplano muy rápido con una tripulación de cuatro personas, de construcción completamente metálica y propulsado por un par de motores radiales de una potencia entre 800-1200 hp.
En octubre de 1934, PLZ recibió instrucciones para proceder con la propuesta, inicialmente designada como P.37. Se otorgó una prioridad expresa a la actuación sobre el armamento y el equipo, confiando en su alta velocidad para su defensa; por ello, sólo una única ametralladora de 7,70 mm se asignó a cada posición de la torreta en vez del montaje doble y el cañón automático de 20 mm dorsal previamente considerado. El 14 de abril de 1935, el departamento emitió su aprobación para la construcción de una maqueta de madera a escala real del avión y autorizó la fabricación de un par de prototipos
El primero de ellos, el PZL PZL.31/I, que estaba equipado con un único estabilizador vertical, realizó su vuelo inaugural el 13 de diciembre de 1936. En agosto de 1937, se completaron las pruebas de fábrica iniciales, después de lo cual el primer prototipo participó en las pruebas de servicio. Estas revelaron una serie de deficiencias, incluyendo problemas de aeroelasticidad del fuselaje trasero, vibración excesiva en el panel de instrumentos y sobrecalentamiento de las culatas, así como críticas respecto a la falta de espacio en la cabina, sin embargo, los pilotos de pruebas estaban muy impresionados con el avión.
En respuesta a los comentarios de las pruebas del primer prototipo, se realizaron varias mejoras y otras modificaciones, algunas de las cuales se introdujeron en el prototipo original, mientras que se introdujeron cambios más extensos en el segundo prototipo. Este segundo prototipo, conocido como PZL.37/II, presentó la adopción de estabilizadores gemelos verticales, una cabina remodelada y una posición de arma ventral alterada entre otros cambios, funcionó como una aeronave representativa del bombardero de producción previsto y realizó su primer vuelo durante el otoño de 1937. Finalmente el departamento aceptó el avión para su producción, solicitando inicialmente diez aviones de preproducción, así como otorgando el nombre Łoś al bombardero.

## Producción
La producción del Łoś comenzó durante el invierno de 1937-1938 en la PZL Wytwórnia Płatowców nr 1 (Planta n.º 1 PZL) ubicada en el aeródromo de Varsovia-Okęcie. Durante 1938, se fabricaron los primeros diez aparatos de preserie, designados como PZL.37A; estos estaban equipados con un único estabilizador vertical. Los siguientes 19 aviones interinos construidos y designados PZL.37A bis, estaban equipados con la configuración de cola gemela más nueva. Todos estos aviones fueron propulsados por el motor radial Bristol Pegasus XII B, producido en Polonia bajo licencia.
La principal variante de producción, el PZL.37B (o: Łoś II), se equipó con la disposición de doble deriva junto con los más nuevos motores Pegasus XX de 918 hp. Durante el otoño de 1938, comenzó la producción del PZL.37B para la Fuerza Aérea Polaca. Durante el período inicial de servicio, se perdieron dos prototipos y 6 aeronaves de serie en accidentes causados por varios problemas técnicos, la mayoría de los cuales involucraron el timón. Tras la implementación de algunos cambios estructurales, el PZL.37B se convirtió en un avión altamente confiable. Al comienzo de la invasión alemana de Polonia aproximadamente 92 PZL.37 habían sido producidos y entregados a la Fuerza Aérea polaca, y otros 31 se encontraban en diferentes fases de producción.
Antes de la Segunda Guerra Mundial, el PZL.37B Łoś era ampliamente considerado como uno de los bombarderos más avanzados que operaban en el mundo. Podía transportar una carga de bombas más pesada que aeronaves de tamaño similar, como el Vickers Wellington de fabricación británica, aunque las dimensiones de las bombas estaban limitadas debido al tamaño de las bodegas de bombas. Al ser más pequeño que la mayoría de bombarderos medios contemporáneos, el Łoś era relativamente rápido y fácil de manejar. Como consecuencia de una disposición favorable del tren de aterrizaje, que había sido equipado con ruedas dobles, el bombardero podría operar desde pistas de aterrizaje poco preparadas, así como campos agrestes o prados. Típico entre los bombarderos de finales de la década de 1930, su armamento defensivo consistía en solo tres ametralladoras, que posteriormente demostró ser demasiado débil para su defensa.
Presentado en una exhibición realizada en Belgrado en 1938 y en el Salón de París de ese mismo año, el PZL.37A levantó gran expectación, lo que se tradujo en una serie de pedidos de exportación por un total de 35 bombarderos PZL.37C, con motores Gnome.Rhône 14N-07 de 970 cv para Bulgaria (15 aparatos) y Yugoslavia (20), y por 40 bombarderos PZL.37D, con motores Gnome et Rhône 14N.20/21 de 1050 hp, para Rumania (30) y Turquía (10). Este último país encargó, además, componentes para el montaje de otros quince aparatos y firmó un contrato de producción con licencia. Estaba previsto que estos aviones de exportación comenzasen a entregarse en junio de 1940, fecha demasiado tardía que impidió que las ventas se materializasen.
La firma belga Renard Constructions Aéronautiques recibió permiso para realizar la producción bajo licencia de entre 20 y 50 aviones para las fuerzas aéreas de la Segunda República Española; sin embargo, la aventura fue abandonada debido a la victoria de los nacionalistas en la guerra civil española. Además de la empresa belga, se sabe que Dinamarca, Estonia, Finlandia e Irán se encontraban en diversas fases de negociación para sus propias adquisiciones del tipo. En otro orden de asuntos los militares polacos no pudieron establecer un acuerdo con Irán debido a la "falta de capacidad de producción". Sin embargo, el estallido de la guerra impidió la producción de cualquiera de estos aviones. En ese momento, PZL estaba desarrollando la siguiente variante para la Fuerza Aérea polaca, el PZL.49 Miś, que no se completó debido al comienzo de las hostilidades. Con dimensiones un poco más grandes, el Miś ("Oso") iba a equiparse con motores radiales Bristol Hercules II de 1350 hp (1370 cv, 1007 kW), capaces de alcanzar una velocidad máxima de 520 km/h junto con la adición de una torreta dorsal armada con un cañón automático de 20 mm.
Las entregas de aviones PZL.37A a las Fuerzas Aéreas de Polonia comenzaron a primeros de 1938, pero todos los aviones de las series iniciales fueron dotados más tarde con doble mando para su uso como entrenadores de conversión. Las entregas del modelo mejorado PZL.37B Łoś que introducía cubierta revisada de la cabina, aterrizadores principales de dos ruedas y motores Bristol Pegasus XX comenzaron a finales de 1938.
Se habían encargado 150 aparatos en total, pero cambios de política de adquisición que favorecían a los cazas en vez de a los bombarderos redujeron la cantidad inicial a 100. Peores consecuencias supuso aun para Polonia el hecho de que de todos los aviones Łoś B en servicio sólo existiesen 36 equipados para su despliegue operativo, si bien fueron pronto complementados por otros nueve aviones de la reserva. De este exiguo total se perdieron 26 aparatos durante las hostilidades contra Alemania, y el 17 de setiembre de 1939 los supervivientes, junto a otros 20 PZL.37, fueron llevados en vuelo a Rumania; más tarde fueron confiscados por el gobierno rumano y 23 de estos aviones serían utilizados posteriormente por la Real Fuerza Aérea Rumana, en misiones ofensivas contra la Unión Soviética.

## Diseño
El PZL.37 Łoś era un bombardero medio monoplano bimotor. Era relativamente convencional en diseño, equipado con alas bajas, bideriva (en la mayoría de los aviones) y con un exterior revestido de metal. El avión era bastante pequeño en relación con su alcance y carga de bombas; esto fue conseguido en parte por un fuselaje aerodinámico que generaba una elevación, que era otra característica entonces inusual (previamente usada, por ejemplo, en el avión deportivo PZL.26 ). Era mucho más corto y tenía alas más pequeñas que muchas contrapartes alemanas y francesas; era un poco más grande que el Lockheed Modelo 10 Electra. La tripulación consistía en cuatro: piloto, comandante-bombardero, operador de radio y un artillero trasero. El bombardero fue acomodado en el morro acristalado, con una ametralladora. El operador de radio se sentaba dentro del fuselaje, encima de la bodega de bombas, y también manejaba una ametralladora trasera.
Presentaba un tren de aterrizaje principal retráctil, que se retraía en nichos construidos específicamente dentro de las góndolas del motor. El tren de rodaje era doble con suspensión independiente para cada rueda y estaba impulsado por un par de motores radiales Bristol Pegasus; el modelo PZL.37A tenía motores Pegasus XII B (potencia normal: 860 CV (873 hp, 642 kW), máximo: 940 CV (953 hp, 701 kW)), la variante PZL.37B tenía motores Pegasus XX (potencia normal: 905 HP (918 hp, 675 kW), máximo: 970 BHP (984 cv, 723 kW)).
Originalmente, tenía un perfil alar, diseñado por Ryszard Bartel (también utilizado en muchos otros exitosos fuselajes polacos incluido el PZL P.11 ; sin embargo, el requisito de proporcionar almacenamiento de bombas en el espacio interno de las alas requirió la modificación del diseño. Algunas publicaciones afirman que el perfil resultante muestra propiedades de flujo laminar (una de las primeras en el mundo), pero esto es controvertido; su forma se asemejaba a las alas de flujo laminar desarrolladas en años posteriores, pero esto fue en gran parte fortuito, y en cualquier el régimen de flujo laminar habría requerido características de construcción adicionales (lo más importante, alas extremadamente lisas construidas con extrema precisión de las que el avión simplemente carecía. Sin embargo, el perfil mostró una resistencia menor que la esperada y la versión inicial PZL.37A alcanzaba una velocidad máxima 10 % mayor que los 360 km/h originalmente planeados. El perfil modificado fue visto como altamente exitoso y luego fue reutilizado para otros proyectos (a veces en forma modificada, por ejemplo, en los PZL.46 Sum, PZL.49 Miś y PZL.50).
La carga ofensiva era estibada en una bodega de bombas de dos secciones dentro del fuselaje (proporcionando espacio para hasta 4 bombas) y en un total para ocho  bombas ubicadas en la sección central de las alas (que tenían espacio para un máximo de 16 bombas). Esta disposición de las bodegas de bombas impuso restricciones considerables sobre los tipos de bombas que podían transportarse, especialmente en las de las alas que eran bastante pequeñas debido a la necesidad de encajar entre las costillas del ala. La carga máxima fue de 2580 kg (2×300 kg y 18×110 kg). Además de un par de bombas de 300 kg en una de las bodegas del fuselaje, no podría transportar bombas de más de 110  g. Cuando volaba con la carga máxima, la mayoría  de las bombas se llevaba en el interior de las alas. No habían dispositivos para el montaje de bombas en el exterior de la aeronave. Durante la Invasión de Polonia en 1939, los ingenios de 110 kg fueron las del peso máximo utilizado, ya que las de 300 kg solo estaban disponibles en pequeñas cantidades y eran difíciles de estibar en aeródromos improvisados con poca infraestructura. También se usaron bombas de 50 kg. La carga máxima de bombas para despegues desde pistas de superficie blanda se redujo a aproximadamente 800-1200 kg

## Especificaciones técnicas (PZL.37B Łoś)

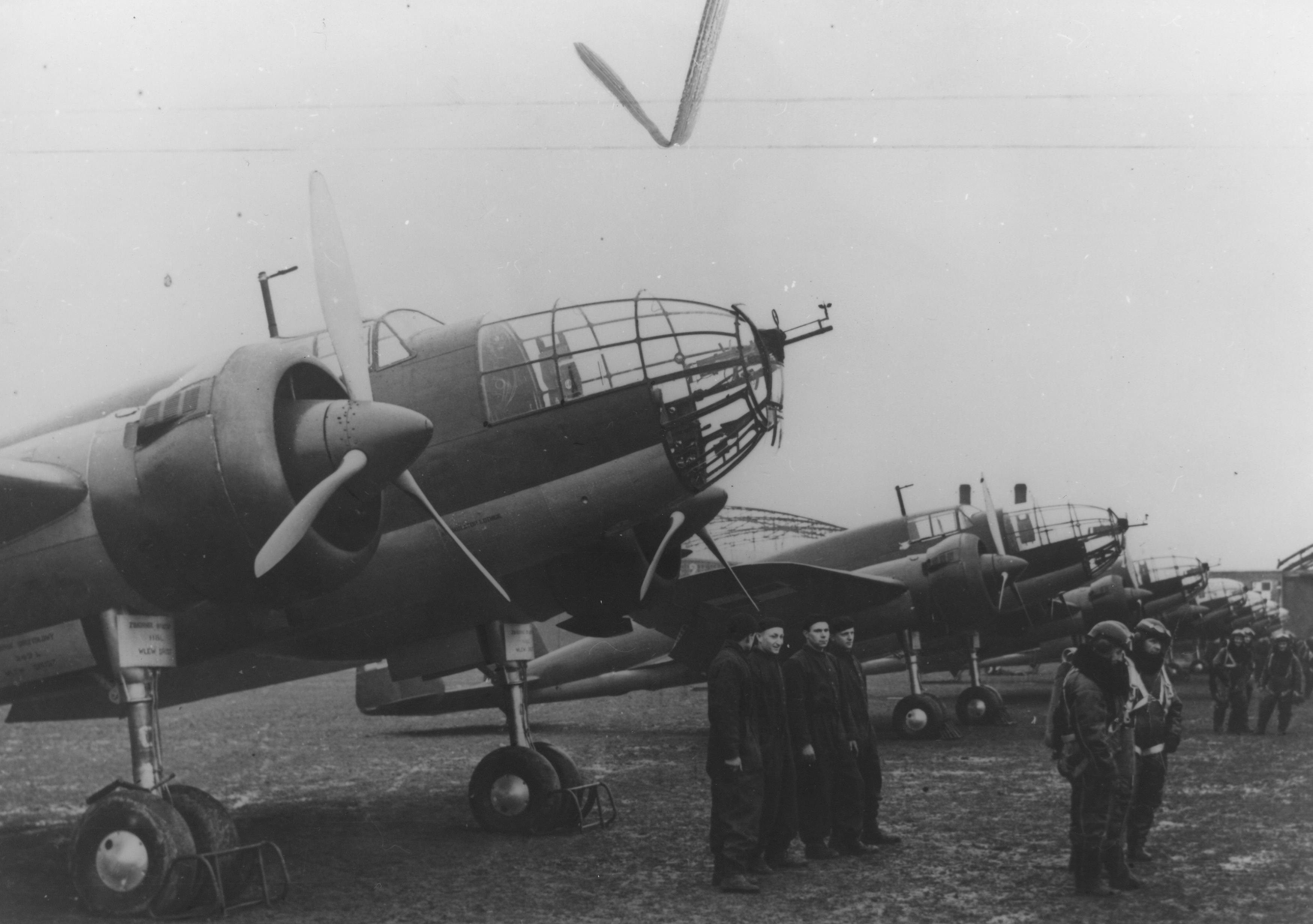
Detalle proa PZL.37, 1939.

### Características generales
- Tripulación: 4
- Longitud: 12,92 m
- Envergadura: 17,95 m
- Altura: 5,09 m
- Superficie alar: 53,50 m²
- Peso vacío: 4280 kg
- Peso cargado: 8900 kg
- Planta motriz: 2× Bristol Pegasus XX, Radial de 9 cilindros en estrella simple enfriado por aire.
  - Potencia: 723 kW (997 HP; 983 CV) cada uno.

### Rendimiento
- Velocidad máxima operativa (Vno): 445 km/h
- Velocidad crucero (Vc): 310-345 km/h
- Alcance: 1500 km
- Techo de vuelo: 9150 m

### Armamento
- Ametralladoras:  3 x Karabin maszynowy obserwatora wz.37 cal. 7,92 mm
- Bombas: hasta 2850 kg

### Desarrollos relacionados
- PZL.49 Miś

### Aeronaves similares
- Bristol Blenheim
- Heinkel He 111
- Martin Maryland